# 墾田
墾田（こんでん）とは、日本の律令時代において新たに開墾した田地をいう。

## 概要
日本の律令制では、墾田に対して、その開墾者の耕作権を一代に限り認める規定があった。開墾者は班給された口分田以外の耕作地を持つことができ、収入が増えた。開墾者は、開墾地計画を国衙へ申請し、実際の耕作が確認されると墾田と認められた。
国司自身も開墾を行い、その墾田は任期を終えると収公された。国司は、国内の開墾を奨励する立場だった。
なお墾田は口分田などと同様の輸租田の区分だった（田租を国衙へ納めた）。

## 歴史
律令制導入による公地公民制の下で口分田が班給され、農業生産力は上昇した。
8世紀初期以降、人口増大に対して班給すべき口分田が不足し始めた。律令政府は、墾田開発を進め耕作地を拡大するために、開墾への動機付けをより強める政策を行った。
- 722年（養老6）、百万町歩開墾計画を発令した。ただし短期間で取り止めた。
- 723年（養老7）の三世一身法で、灌漑施設（溝や池）を新設して墾田を行った場合には、その墾田の耕作権の私有を許し三代まで世襲することを認めた。
- 743年（天平15）の墾田永年私財法で、認可された墾田に対しては耕作権の永年私有・世襲が許された（収公されない）[3]。認可は朝廷が行い、太政官符及び民部省符からなる公験を発行した。
- 749年、律令政府は寺院墾田許可令を発行した。

さらに、天災などが多発した際に、荒廃した耕作地の再開墾も進める目的で、国司は裁量権を得て、墾田を含む特定地に対して、田租の一部減免を任期中に限って許した（免田）。これは効果を上げ、全国へ広まった。